# Alexander Mark Laskaris
Alexander Mark Laskaris, né en 1967 à Monterey (Californie), est un diplomate américain.
Il est ambassadeur des États-Unis au Tchad depuis 2022. Laskaris est le chef de la faculté du National War College de l'Université de la Défense nationale.

## Biographie

### Études
Laskaris est né à Monterey, en Californie, en 1967. Il a obtenu un baccalauréat ès arts en politique internationale de la Walsh School of Foreign Service de l'Université de Georgetown et une maîtrise en études stratégiques du United States Army War College.

### Enseignant
Avant de rejoindre le service extérieur, Laskaris était professeur d'anglais et de mathématiques à l'école secondaire St. Boniface à Galeshewe, Northern Cape en Afrique du Sud.

### Carrière diplomatique
Laskaris a rejoint le service extérieur des États-Unis en 1991 et a d'abord été affecté à Monrovia, au Libéria, en tant que vice-consul, pendant la guerre civile en cours. En 1993, Laskaris a été affecté à Gaborone, au Botswana, en tant qu'officier politique et économique, y restant pendant deux ans avant de servir comme officier de bureau pour le Rwanda et le Burundi. En 1997, Laskaris a été affecté à l'ambassade des États-Unis à Luanda, en Angola, pour servir de conseiller politique.
En 1999, Laskaris a été rappelé pour travailler au département d'État des États-Unis, d'abord en tant que conseiller auprès de la Mission américaine auprès des Nations unies, sous la direction de Richard Holbrooke, puis, en 2001, dans le cadre de la politique de planification du secrétaire d'État Colin Powell. Personnel.
Laskaris est retourné en Afrique en 2003 pour être chef de mission adjoint à l'ambassade de Bujumbura, au Burundi, et en 2006, il a occupé le même poste à Pristina, au Kosovo, où il a servi pendant les pourparlers internationaux dirigés par l' envoyé de l'ONU Martti Ahtisaari.
En 2008, Laskaris a été nommé chef d'équipe de l'équipe de reconstruction provinciale à Mossoul, en Irak. De l'été 2009 jusqu'à sa nomination suivante en 2010, Laskaris a suivi un cours de kurde. En 2010, il a été nommé consul général au consulat d'Erbil, en Irak.
Laskaris est resté en Irak jusqu'à sa nomination à l'ambassade des États-Unis en Guinée par le président Barack Obama le 24 mai 2012. Il a été nommé au poste le 3 août 2012, a présenté ses lettres de créance en septembre 2012 et a quitté le poste le 10 novembre 2015.
En janvier 2016, Laskaris a rejoint le Commandement des États-Unis pour l'Afrique en tant qu'adjoint du commandant Thomas D. Waldhauser. En juillet 2019, il a commencé à diriger des séminaires au National War College en tant que membre du corps professoral.
En janvier 2022, Laskaris a été nommé ambassadeur des États-Unis au Tchad.

### Vie privée
Laskaris parle français, albanais, grec, espagnol, kurde, soussou et portugais,.